# Cuarta Aliyá
La Cuarta Aliyá se refiere a la cuarta ola de inmigración judía a Israel, proveniente de Europa y Asia, entre los años 1924 y 1928. Sus miembros sostenían una ideología de base sionista.

## Carácter de la Cuarta Aliyá
Desde 1924 el carácter y la composición de la inmigración a la Tierra de Israel cambió, aunque esta ola inmigratoria era similar a la anterior. Estos períodos se definen como aliot independientes. 
En la Cuarta Aliyá unos 80.000 inmigrantes llegaron a Eretz Israel, principalmente de los países de Europa Oriental. La mitad de los inmigrantes procedían de Polonia y el resto de la URSS, Rumania y Lituania. También el 12% de los inmigrantes llegaron de Asia, principalmente de Yemen e Irak. Desde el resto de Europa y América llegaron unos pocos inmigrantes. La contribución de los inmigrantes a los asentamientos judíos en esos años fue muy importante y decisiva.
Esta gran ola de inmigración, iniciada en 1924, trajo consigo un rápido desarrollo urbano, principalmente en Tel Aviv, que logró absorber una cantidad considerable de inmigrantes. Pero durante los años 1926-1927 se produjo una crisis económica en el país, la más difícil que hubo durante el período del mandato británico, aunque hubo una leve mejora de la situación económica entre los años 1928 y 1929. Al estallar la Crisis Mundial de 1929, resurgió la crisis en Palestina con mayor intensidad. En el período de la crisis, alrededor de 23.000 inmigrantes decidieron abandonar el país.

## Causas para la inmigración
Muchas de las Aliot en ese período se produjeron como consecuencia del aumento del antisemitismo en toda Europa. La restrictiva cuota de inmigración en las leyes de los Estados Unidos, impuestas a partir de 1923, mantuvo a los judíos sin la posibilidad de ingresar al país norteamericano, provocando un aumento en la inmigración hacia la tierra de Israel. La Cuarta Aliyá estaba conformada fundamentalmente por miembros de la clase media judía. Estas familias se trasladaron a las ciudades en crecimiento, creando pequeñas empresas e industria ligera.